# Tirtha Bahadur Tamang
Pour les articles homonymes, voir Tamang.
Tirtha Bahadur Tamang est un athlète népalais né en 1987. Spécialiste de l'ultra-trail, il a notamment remporté la Hong Kong 100 en 2014.

## Résultats
| no  | masculin      | Course        | Longueur | Départ          | Temps            |
| --- | ------------- | ------------- | -------- | --------------- | ---------------- |
| 1er | Médaille d'or | Hong Kong 100 | 100 km   | 18 janvier 2014 | 10 h 02 min 04 s |